# Falster Provsti
Falster Provsti er et provsti i Lolland-Falsters Stift.  Provstiet ligger i Guldborgsund Kommune.
Falster Provsti består af 25 sogne med 32 kirker, fordelt på 14 pastorater.

## Pastorater
| Pastorater i Falster Provsti                  | Pastorater i Falster Provsti      | Pastorater i Falster Provsti        |
| --------------------------------------------- | --------------------------------- | ----------------------------------- |
| Aastrup Pastorat                              | Horbelev-Falkerslev Pastorat      | Idestrup Pastorat                   |
| Karleby-Horreby-Sønder Alslev Pastorat        | Nordvestfalster Pastorat          | Nørre Alslev-Nørre Kirkeby Pastorat |
| Nørre Ørslev-Systofte-Sønder Kirkeby Pastorat | Nykøbing F Pastorat               | Ønslev-Eskilstrup Pastorat          |
| Skelby-Gedesby Pastorat                       | Stubbekøbing-Maglebrænde Pastorat | Tingsted Pastorat                   |
| Torkilstrup-Lillebrænde-Gundslev Pastorat     | Væggerløse Pastorat               |                                     |

## Sogne
| Sogne i Falster Provsti      | Sogne i Falster Provsti | Sogne i Falster Provsti |
| ---------------------------- | ----------------------- | ----------------------- |
| Eskilstrup Sogn              | Falkerslev Sogn         | Gedesby Sogn            |
| Gedser Sogn                  | Gundslev Sogn           | Horbelev Sogn           |
| Horreby Sogn                 | Idestrup Sogn           | Karleby Sogn            |
| Maglebrænde Sogn             | Nordvestfalster Sogn    | Nykøbing F Sogn         |
| Nørre Alslev Sogn            | Nørre Kirkeby Sogn      | Nørre Ørslev Sogn       |
| Skelby Sogn                  | Stubbekøbing Sogn       | Systofte Sogn           |
| Sønder Alslev Sogn           | Sønder Kirkeby Sogn     | Tingsted Sogn           |
| Torkilstrup-Lillebrænde Sogn | Væggerløse Sogn         | Ønslev Sogn             |
| Aastrup Sogn                 |                         |                         |